# Mystides schroederae
Mystides schroederae är en ringmaskart som beskrevs av Uschakov 1972. Mystides schroederae ingår i släktet Mystides och familjen Phyllodocidae. Inga underarter finns listade i Catalogue of Life.